# Verbandsgemeinde Arzfeld
Die Verbandsgemeinde Arzfeld ist eine Gebietskörperschaft im Eifelkreis Bitburg-Prüm in Rheinland-Pfalz. Der Verbandsgemeinde gehören 43 eigenständige Ortsgemeinden an, der Verwaltungssitz ist in der namensgebenden Gemeinde Arzfeld.
Die Verbandsgemeinde umfasst den westlichen Bereich des Landkreises und befindet sich geographisch in dem zur Südeifel gehörenden Islek.
Sie liegt im Dreiländereck Deutschland-Belgien-Luxemburg.

## Verbandsangehörige Gemeinden
| Ortsgemeinde             | Fläche (km²) | Einwohner |
| ------------------------ | ------------ | --------- |
| Arzfeld                  | 19,38        | 1.488     |
| Dackscheid               | 5,09         | 106       |
| Dahnen                   | 17,21        | 342       |
| Daleiden                 | 15,59        | 906       |
| Dasburg                  | 4,82         | 215       |
| Eilscheid                | 2,38         | 46        |
| Eschfeld                 | 4,78         | 193       |
| Euscheid                 | 3,69         | 142       |
| Großkampenberg           | 6,31         | 141       |
| Hargarten                | 2,00         | 98        |
| Harspelt                 | 4,82         | 69        |
| Herzfeld                 | 2,67         | 35        |
| Irrhausen                | 7,19         | 216       |
| Jucken                   | 6,18         | 169       |
| Kesfeld                  | 4,48         | 71        |
| Kickeshausen             | 1,53         | 43        |
| Kinzenburg               | 1,21         | 47        |
| Krautscheid              | 8,59         | 199       |
| Lambertsberg             | 3,66         | 380       |
| Lascheid                 | 3,47         | 82        |
| Lauperath                | 5,77         | 95        |
| Leidenborn               | 5,58         | 193       |
| Lichtenborn              | 11,44        | 311       |
| Lierfeld                 | 1,71         | 85        |
| Lünebach                 | 10,27        | 615       |
| Lützkampen               | 10,98        | 338       |
| Manderscheid             | 4,25         | 52        |
| Mauel                    | 5,33         | 48        |
| Merlscheid               | 3,52         | 35        |
| Niederpierscheid         | 1,64         | 33        |
| Oberpierscheid           | 10,53        | 336       |
| Olmscheid                | 4,87         | 197       |
| Pintesfeld               | 1,90         | 36        |
| Plütscheid               | 12,68        | 315       |
| Preischeid               | 6,20         | 145       |
| Reiff                    | 5,80         | 58        |
| Reipeldingen             | 4,76         | 88        |
| Roscheid                 | 5,13         | 47        |
| Sengerich                | 1,10         | 26        |
| Sevenig (Our)            | 4,82         | 62        |
| Strickscheid             | 1,41         | 28        |
| Üttfeld                  | 14,94        | 382       |
| Waxweiler                | 5,96         | 1.052     |
| Verbandsgemeinde Arzfeld | 265,64       | 9.565     |

(Einwohner am 31. Dezember 2024)

## Geschichte
Die Verbandsgemeinde entstand mit dem „8. Landesgesetz über die Verwaltungsvereinfachung im Lande Rheinland-Pfalz“ am 7. November 1970 aus dem Zusammenschluss der früheren Ämter Daleiden-Leidenborn und Amt Waxweiler des Altkreises Prüm.

## Bevölkerungsentwicklung
Die Entwicklung der Einwohnerzahl bezogen auf das heutige Gebiet der Verbandsgemeinde Arzfeld; die Werte von 1871 bis 1987 beruhen auf Volkszählungen:
| Verbandsgemeinde Arzfeld: Einwohnerzahlen von 1815 bis 2023 | Verbandsgemeinde Arzfeld: Einwohnerzahlen von 1815 bis 2023 | Verbandsgemeinde Arzfeld: Einwohnerzahlen von 1815 bis 2023 | Verbandsgemeinde Arzfeld: Einwohnerzahlen von 1815 bis 2023 | Verbandsgemeinde Arzfeld: Einwohnerzahlen von 1815 bis 2023 |
| ----------------------------------------------------------- | ----------------------------------------------------------- | ----------------------------------------------------------- | ----------------------------------------------------------- | ----------------------------------------------------------- |
| Jahr                                                        |                                                             |                                                             |                                                             | Einwohner                                                   |
| 1815                                                        | 1815                                                        |                                                             | 6.811                                                       | 6.811                                                       |
| 1835                                                        | 1835                                                        |                                                             | 9.645                                                       | 9.645                                                       |
| 1871                                                        | 1871                                                        |                                                             | 10.750                                                      | 10.750                                                      |
| 1905                                                        | 1905                                                        |                                                             | 10.854                                                      | 10.854                                                      |
| 1939                                                        | 1939                                                        |                                                             | 13.618                                                      | 13.618                                                      |
| 1950                                                        | 1950                                                        |                                                             | 10.903                                                      | 10.903                                                      |
| 1961                                                        | 1961                                                        |                                                             | 10.332                                                      | 10.332                                                      |
| 1970                                                        | 1970                                                        |                                                             | 10.535                                                      | 10.535                                                      |
| 1987                                                        | 1987                                                        |                                                             | 10.173                                                      | 10.173                                                      |
| 1997                                                        | 1997                                                        |                                                             | 10.234                                                      | 10.234                                                      |
| 2005                                                        | 2005                                                        |                                                             | 9.900                                                       | 9.900                                                       |
| 2023                                                        | 2023                                                        |                                                             | 9.711                                                       | 9.711                                                       |
|                                                             |                                                             |                                                             |                                                             |                                                             |

## Politik

### Verbandsgemeinderat
Der Verbandsgemeinderat Arzfeld besteht aus 24 ehrenamtlichen Ratsmitgliedern, die bei der Kommunalwahl am 9. Juni 2024 in einer personalisierten Verhältniswahl gewählt wurden, und dem hauptamtlichen Bürgermeister als Vorsitzendem.
Die Sitzverteilung im Verbandsgemeinderat:
| Wahl | SPD | CDU | Grüne | FDP | FW | WGB | FWG | Gesamt   |
| ---- | --- | --- | ----- | --- | -- | --- | --- | -------- |
| 2024 | 3   | 10  | 2     | –   | 5  | 4   | –   | 24 Sitze |
| 2019 | 5   | 11  | 3     | –   | –  | 5   | –   | 24 Sitze |
| 2014 | 6   | 10  | 2     | –   | –  | 4   | 2   | 24 Sitze |
| 2009 | 5   | 11  | 1     | 1   | –  | 3   | 3   | 24 Sitze |
| 2004 | 5   | 13  | 1     | –   | –  | 2   | 3   | 24 Sitze |

- WGB = Wählergruppe Berg (vor der Wahl 2024 Wählergruppe Köppen)
- FWG = FWG Verbandsgemeinde Arzfeld e. V.

### Bürgermeister
Johannes Kuhl (CDU) wurde am 29. April 2022 Bürgermeister der Verbandsgemeinde Arzfeld. Bei der Direktwahl am 20. Februar 2022 war er mit einem Stimmenanteil von 86,1 % für eine achtjährige Amtszeit gewählt worden.
Kuhls Vorgänger Andreas Kruppert hatte das Amt im Jahr 2010 übernommen. Bei der Direktwahl am 24. September 2017 wurde er mit einem Stimmenanteil von 87,3 % für weitere acht Jahre im Amt bestätigt. Seine Amtszeit endete jedoch vorzeitig, da er im September 2021 zum Landrat des Eifelkreises Bitburg-Prüm gewählt wurde und dieses Amt am 1. Dezember 2021 antrat.

### Wappen
| Wappen von Verbandsgemeinde Arzfeld | Blasonierung: „Schild schwarz bordiert. Unter einem durch obengezinnten blauen Balken abgeteilten, goldenen Schildhaupt gespalten; vorne von Silber und Blau fünfmal geteilt, hinten in Gold ein roter Sparrenbalken.“                     |
| Wappen von Verbandsgemeinde Arzfeld | Wappenbegründung: Der Kopfschild in den Farben blaugold deutet mit seinem Zinnenschnitt auf die Dasburg mit dem heute noch stehenden mächtigen Rundturm. Im vorderen Feld die Luxemburger Farben, hinten das Manderscheider Wappenzeichen. |